# Chloroclystis hypotmeta
Chloroclystis hypotmeta là một loài bướm đêm trong họ Geometridae.